# NGC 4323
NGC 4323 är en galax i stjärnbilden Berenikes hår. Den har en magnitud på +15.42 och ligger mycket nära Messier 100.